# Pedro Manrique
Pedro Manrique (Crotona, segle xvi - Saragossa, 7 de juny de 1615). Bisbe de Tortosa (1600-1611), arquebisbe de Saragossa (1611-1615) i virrei de Catalunya (1610-1611).
Fill dels comtes de Puñonrostro, va estudiar a Salamanca abans d'entrar a la cort de Felip III de Castella. Posteriorment ingressa a l'orde dels agustins (1570), de la qual fou visitador (1594), provincial de Castella (1595), assistent general i vicari general de les províncies d'Espanya, i president del capítols de Castella, Andalucia i Aragó.
Va ser nomenat bisbe de Tortosa en 1600, i prengué possessió el 30 d'abril de 1601. L'enquesta duta a terme pel bisbe en juliol de 1610 sembla demostrar un alt grau d'assimiliació en els moriscs en les terres de l'Ebre, i el bisbe assegurà que ja no eren moros sinó cristians, i, per tant, impedí que fossin deportats molts moriscs de la seva diòcesi, especialment els de Flix, Garcia, Móra d'Ebre, Riba-roja d'Ebre, Tivissa i Vinebre i una part dels de Tortosa. Com a virrei de Catalunya va continuar combatint el bandolerisme, però aplicant mètodes humanitaris. Va assolir la detenció de Perot Rocaguinarda amb qui va acordar el 30 de juliol de 1611 la seva sortida dels regnes d'Espanya per lluitar als exèrcits reials a Itàlia i Flandes durant deu anys, a canvi de ser indultat.
Poc després passà a la seu de Saragossa, on mor el 7 de juny de 1615.